# 305776 Susinnogabriele
305776 Susinnogabriele è un asteroide della fascia principale interna. Scoperto nel 2009, presenta un'orbita caratterizzata da un semiasse maggiore pari a 2,389643 UA e da un'eccentricità di 0,059586, inclinata di 6,037019° rispetto all'eclittica.
Fa parte della famiglia di asteroidi Vesta.
Gabriele Susinno è un fisico italiano con formazione in astrofisica e un background in fisica delle particelle al CERN. La sua ricerca spazia su sistemi complessi e dinamiche, dal comportamento delle particelle subatomiche alle reti finanziarie. Gabriele applica la fisica a diverse discipline, con particolare attenzione alla modellizzazione interdisciplinare. 